# Notiophilus semiopacus
Notiophilus semiopacus – gatunek chrząszcza z rodziny biegaczowatych i podrodziny leszowych.

## Taksonomia
Gatunek ten opisany został po raz pierwszy w 1833 roku przez Johanna Friedricha von Eschscholtza.

## Morfologia
Głowa jest w przybliżeniu tak szeroka jak przedplecze i ma na czole około dwunastu wzdłużnych bruzd. Czułki są ciemne z jasnymi nasadami. Przedplecze jest ku tyłowi stosunkowo słabo zwężone. Jego boczne krawędzie są niemal kanciasto zakrzywione na przedzie i prawie proste w tyle. Pokrywy mają zwykle na boku jaśniejszy pasek, który ciągnie się przez całą ich długość lub zachowany jest jedynie u ich wierzchołka. Odznaczają się one zarówno międzyrzędami zewnętrznymi, jak i międzyrzędem przyszwowym matowymi wskutek obecności mikrorzeźby. Rzędy są dość delikatnie zaznaczone. Na każdej pokrywie zwykle znajdują się trzy grzbietowe punkty szczecinkowe (chetopory dorsalne), ale mogą być tylko dwa lub aż cztery. Występują zarówno osobniki o skrzydłach tylnych w pełni wykształconych (formy długoskrzydłe), jak i osobniki nielotne o skrzydłach skróconych (formy krótkoskrzydłe).

## Ekologia i występowanie
Owad rozmieszczony od nizin po góry, od poziomu morza do wysokości 2090 m nad nim. Zamieszkuje plaże, lasy z udziałem sosen i dębów, parki, wąwozy i kaniony ze strumieniami, łąki i otwarte tereny w okolicach pól śnieżnych. Aktywne osobniki dorosłe obserwuje się przez cały rok. Najaktywniejsze są w pełnym słońcu, natomiast przy pogodzie pochmurnej lub chłodnej kryją się pod kamieniami i w mrowiskach, aczkolwiek formom długoskrzydłym zdarza się przylatywać nocą do sztucznych źródeł światła.
Gatunek nearktyczny o sonoriańskim typie rozsiedlenia. Znany jest z Kalifornii i Arizony w Stanach Zjednoczonych oraz stanów Chihuahua i Sonora w Meksyku.